# Sibon longifrenis
Espèce
Synonymes
- Mesopeltis longifrenis Stejneger, 1909
- Dipsas costaricensis Taylor, 1951

Statut de conservation UICN

 LC  : Préoccupation mineure
Sibon longifrenis est une espèce de serpents de la famille des Dipsadidae.

## Répartition
Cette espèce se rencontre au Panama, au Costa Rica, au Honduras et au Nicaragua.

## Description
L'holotype de Sibon longifrenis mesure 488 mm dont 153 mm pour la queue.

## Publication originale
- Stejneger, 1909 : Description of a new snake from Panama. Proceedings of the United States National Museum, vol. 36, p. 457-458 (texte intégral).